# غيل لافلين
آبي «غيل» هيل لافلين (7 مايو 1868 - 13 مارس 1952) محامية أمريكية، ومدافعة عن حق المرأة في التصويت، وخبيرة في اللجنة الصناعية الأمريكية، وعضو في مجلس شيوخ ولاية مين. أول امرأة من ولاية مين تمارس المحاماة. نائبة الرئيس الوطني لحركة حق المرأة في التصويت ورئيسة الاتحاد الوطني لنوادي سيدات الأعمال والمهنيات. أدخِلت بعد وفاتها إلى قاعة المشاهير النسائية في ولاية مين في عام 1991.

## سيرتها المهنية
لافلين أول امرأة من ولاية مين تمارس المحاماة. لم يزدهر العمل في مكتبها في نيويورك كما كانت تأمل. قبلت عرض عمل من العقيد ألبرت كلارك، الرجل المسؤول عن نشر خطابها في مجلة الإيكونوميست الأمريكية، لتفقد ظروف عمل خدم المنازل لدى اللجنة الصناعية الأمريكية. كانت وظيفتها التفتيش والمراقبة والإبلاغ عن ظروف عمل العاملين في الخدمة المنزلية في محاولة لتحسين ظروف عملهم. بعد عامين من البحث، نشرت تقريرًا من ثمانية وعشرين صفحة للجنة الصناعية بالولايات المتحدة يوضح الظلم الذي تواجهه النساء من مختلف الفئات السكانية في الخدمة المنزلية. علمت لافلين أن النساء يحصلن على أجور أقل من الرجال مقابل العمل نفسه ويواجهن العديد من المطالب غير المعقولة.
ألهمها عملها مع اللجنة الصناعية بالولايات المتحدة لتكريس جزء من حياتها لحركة حق المرأة في الاقتراع. أمضت السنوات الأربع التالية من حياتها (1902-1906) في حملات الجمعية الوطنية الأمريكية لحق المرأة في الاقتراع. سافرت لافلين إلى الغرب للترويج للتصويت والمساواة في الحقوق للمرأة. في عام 1906 هبطت في دنفر، كولورادو حيث تمتعت النساء بحق التصويت منذ عام 1893. افتتحت مكتبها الثاني للمحاماة في دنفر عام 1906. أمضت وقتها هناك في العمل في أحد عشر مجلسًا للمدينة والولاية. خلال فترة وجودها في كولورادو، أصبحت صديقة للدكتورة مارغريت سبيري التي أقنعتها بالعودة إلى موطن مارغريت الأصلي في كاليفورنيا. كانتا شريكتين في الحياة منذ عام 1903 وحتى عام 1919 عندما توفيت الدكتورة سبيري. دفِن رماد سبيري مع لافلين في ولاية مين.
افتتحت لافلين مكتبها القانوني الثالث في عام 1914 في سان فرانسيسكو، كاليفورنيا. عملت هناك في اللجنة المركزية للولاية الجمهورية، وأصبحت عضوًا في الحزب الوطني للمرأة، وكانت قاضية في محاكم الشرطة، وكانت واحدة من مؤسسي الرابطة الوطنية لخدمة المرأة، وصاغت وأصدرت قانونًا يسمح للمرأة أن تكون في هيئات المحلفين في كاليفورنيا.
في عام 1919، سافرت لافلين إلى سانت لويس بولاية ميسوري لحضور المؤتمر الأول للاتحاد الوطني لنوادي سيدات الأعمال والمهنيات الذي شاركت في تأسيسه. كان الغرض من هذا الاجتماع هو توحيد النساء والتركيز على عدم المساواة التي تواجهها المرأة في سوق العمل. في المؤتمر ألقت لافلين الكلمة الافتتاحية. كانت رمزًا موحدًا لحركة الاقتراع. انتخِبت رئيسة للاتحاد الوطني لأندية سيدات الأعمال والمهنيات في نهاية المؤتمر.
شعرت لافلين بالحنين إلى موطنها الأصلي نيو إنجلاند. عادت إلى بورتلاند، مين في عام 1924. بدأت ممارسة المحاماة مع شقيقها فريدريك.
في عام 1927، عملت لافلين على إقرار تعديل المساواة في الحقوق. لقد أسقِط مشروع القانون، ولكن لم يلغَ، جل ما كان بحاجته اهتمام كبير. سافرت هي و200 آخرين إلى مدينة رابيد بولاية ساوث داكوتا لمحاصرة الرئيس كوليدج والحصول على قدر هائل من اهتمام وسائل الإعلام. كان الهدف هو إدخال مشروع القانون في الجلسة التالية، لكن الرئيس كوليدج أعلن أنه لن يترشح لولاية ثانية ولم يقدم أي دعم.
أرادت لافلين أن يكون لها تأثير أكبر على ولاية مين وعلى مكتبها. صاغ اتحاد محو الأمية النسائي عريضة تحمل 1000 توقيع للسيدة لافلين للترشح للهيئة التشريعية لولاية مين. في عام 1929، انتخِبت لعضوية المجلس التشريعي لولاية مين وخدمت لثلاث ولايات. خلال فترة وجودها في المجلس التشريعي لولاية مين، قدمت العديد من مشاريع القوانين وأصدرت بعض القوانين المتعلقة برفاهية المرأة. عملت بنجاح على رفع الحد الأدنى لسن زواج الفتيات من الثالثة عشرة إلى السادسة عشرة، وأصدرت قانونًا يمنع الإيداع غير المشروع للنساء في المصحات العقلية. واصلت العمل على زيادة أجور النساء، وتقليل الساعات الصعبة التي تعمل فيها النساء، والسماح للنساء بالعمل ليلًا وبعد الزواج، وإدراج النساء في هيئات المحلفين. انتقلت لافلين إلى مجلس شيوخ الولاية في عام 1935 وخدمت حتى عام 1941. وبعد مجلس الشيوخ، أصبحت لافلين أول امرأة تسجل قرارات المحكمة، حيث عملت حتى عام 1945.